# Afrocandezea wolfgangi
Afrocandezea wolfgangi es un coleóptero de la familia Chrysomelidae. Fue descrita científicamente por primera vez en 2007 por Scherz & Wagner.